# 道の駅やまびこ館
道の駅やまびこ館（みちのえき やまびこかん）は、岩手県宮古市にある国道106号の道の駅である。愛称は閉伊の郷かわい。

## 施設
- 駐車場
  - 普通車：80台
  - 大型車：12台
  - 身障者用：3台
- トイレ
  - 男：大・6器（3器）、小・11器（5器）
  - 女：12器（6器）
  - 身障者用：2器（1器）
  - ※（）は、24時間利用可能
- 公衆電話：有
- 公衆FAX
- やまびこ産直館
- レストラン「もうもう亭」
- パン工房
- 特産品売店
- 郷土食品加工店舗施設「ヤッホー館」

## 休館日
- 無休

## アクセス
- 国道106号
- 岩手県北バス・106急行バスで、｢やまびこ産直館｣バス停下車、すぐ。
- 川井地域バス川内線の「やまびこ館」停留所下車、すぐ。

## 周辺
- 宮古市北上山地民俗資料館
- 宮古市立川井西小学校
- 宮古市立まいたけ研究開発センター
- JR山田線 川内駅